# ザ・ローグス
『ザ・ローグス／泥棒貴族』（The Rogues）は、アメリカ合衆国で製作され1964年9月13日から1965年4月18日までNBCにて放送されたテレビドラマ。三人のおしゃれな詐欺師の活躍を描く。出演はデヴィッド・ニーヴン、シャルル・ボワイエ、ギグ・ヤングなど。全30話。
1964年度のゴールデングローブ賞にて作品賞 (ドラマ部門)を受賞した。
日本では、1965年1月7日から7月29日までフジテレビ系列にて21時45分～22時45分枠で初放送された。

## キャスト
※括弧内は日本語吹替
- アレック・フレミング: デヴィッド・ニーヴン（川久保潔）
- マルセル・サンクレール: シャルル・ボワイエ（和田文夫）
- トニー・フレミング: ギグ・ヤング（宝達晃一）
- マーガレット・サンクレール: グラディス・クーパー
- ティミー・サンクレール: ロバート・クート
- マーク・フレミング: ラリー・ハグマン
- ブリスコー警視: ジョン・ウィリアムズ
- エルサ・イドネスク: バルバラ・ブーシェ